# Awake and Remixed EP
Awake och Remixed EP är den första remixalbumet från det kristna rockbandet Skillet. Alla låtar är remixade versioner från deras tidigare album, Awake. Det släpptes den 22 mars 2011  och debuterade som No. 98 på Billboard 200-listan. 

## Låtlista
| Nr | Titel                            | Längd |
| -- | -------------------------------- | ----- |
| 1. | Awake and Alive (The Quickening) | 4:38  |
| 2. | Hero (The Legion of Doom Remix)  | 4:03  |
| 3. | Don't Wake Me (Pull Remix)       | 5:16  |
| 4. | Monster (Unleash the Beast)      | 4:40  |

## Medverkande
- John Cooper - sång, bas
- Korey Cooper - keyboard, gitarr, sång
- Jen Ledger - trummor, sång
- Ben Kasica - gitarr